# Heinrich Döring (Mathematiker)
Heinrich Döring (* 23. April 1913 in Homberg bei Kassel; † um  1962) war ein deutscher Mathematiker und Kryptologe. Während des Zweiten Weltkriegs arbeitete er in der Inspektion 7 Gruppe VI (In 7/VI), also der kryptanalytischen Gruppe, des Oberkommandos des Heeres (OKH) mit Sitz am Matthäikirchplatz, unweit des Bendlerblocks, in Berlin.

## Leben

### Ausbildung
Geboren als Sohn eines Dachdeckers, schloss er im August 1933 seine Schulausbildung an der Vilmar-Schule (seit 1965 Theodor-Heuss-Schule) in seiner Geburtsstadt mit dem Abitur ab. Anschließend diente er freiwillig für ein halbes Jahr im Arbeitsdienstlager Kolberg, bevor er zum Sommersemester 1934 ein Studium der Mathematik und Volkswirtschaftslehre an der Universität Göttingen begann. Das Examen als Versicherungsmathematiker legte er am 14. Dezember 1938 ab. Ein Jahr später, am 19. Dezember 1939, wurde er promoviert. Sein Betreuer war Edwin Lauprecht (1897–1987), ein bedeutender deutscher Tierzuchtwissenschaftler. Der Titel der Dissertation lautet: „Theoretische und empirische Untersuchungen über die bei Milchleistungsprüfungen auftretenden Fehler“.

### Kriegsdienst

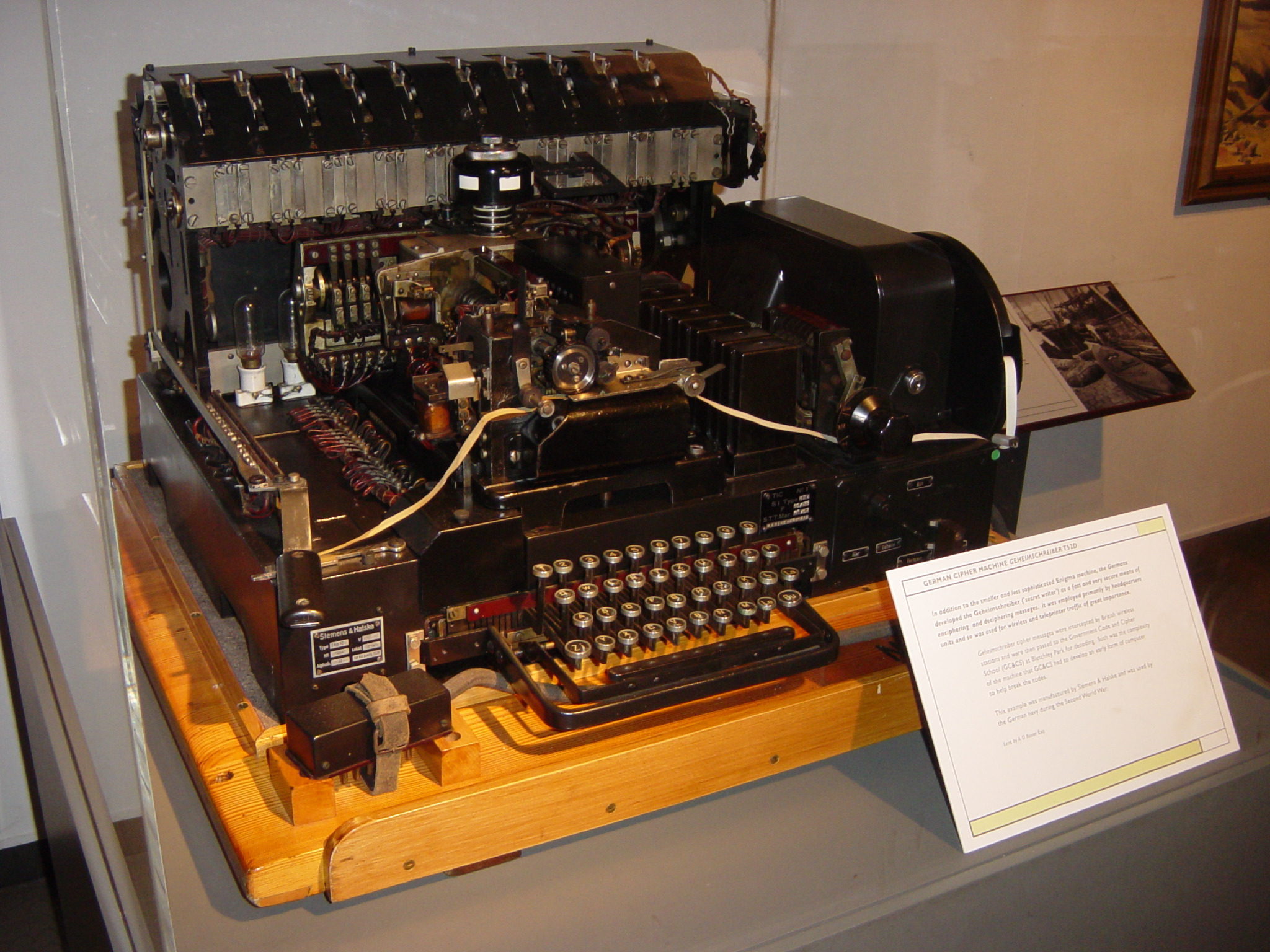
T52d im Imperial War Museum in London

Anschließend wurde er zum Kriegsdienst einberufen. Bei In 7/VI diente er zunächst im Rang eines Gefreiten, bevor er am 1. Mai 1941 zum Unteroffizier befördert wurde. Später erreichte er den Dienstgrad eines Wachtmeisters (entsprach Feldwebel). Zu seinen Entzifferungserfolgen gehört der Bruch eines ungarischen Rasterschlüssels, eines Handschlüssels ähnlich dem späteren deutschen Rasterschlüssel 44. In puncto defensive Kryptologie, also Sicherheit der eigenen Verfahren, stellte er im Sommer 1942 fest, dass der Siemens-Geheimschreiber T52a/b leicht zu brechen war, falls das Bedienpersonal versehentlich zwei oder mehrere Geheimtexte mit gleichen oder ähnlichen Schlüsseln versandte (siehe auch: Depth). Anschließend zeigte er, dass das daraufhin verbesserte Modell T52c nicht viel besser war und bei Vorliegen eines Textes aus tausend Buchstaben ebenfalls geknackt werden konnte. So entstand der T52d (Bild), ein weiter verbessertes Modell des Geheimschreibers; jedoch konnte Döring im darauffolgenden Jahr 1943 zeigen, dass auch dieses unsicher war, was schließlich zur Entwicklung des T52e führte.

### Nach dem Krieg

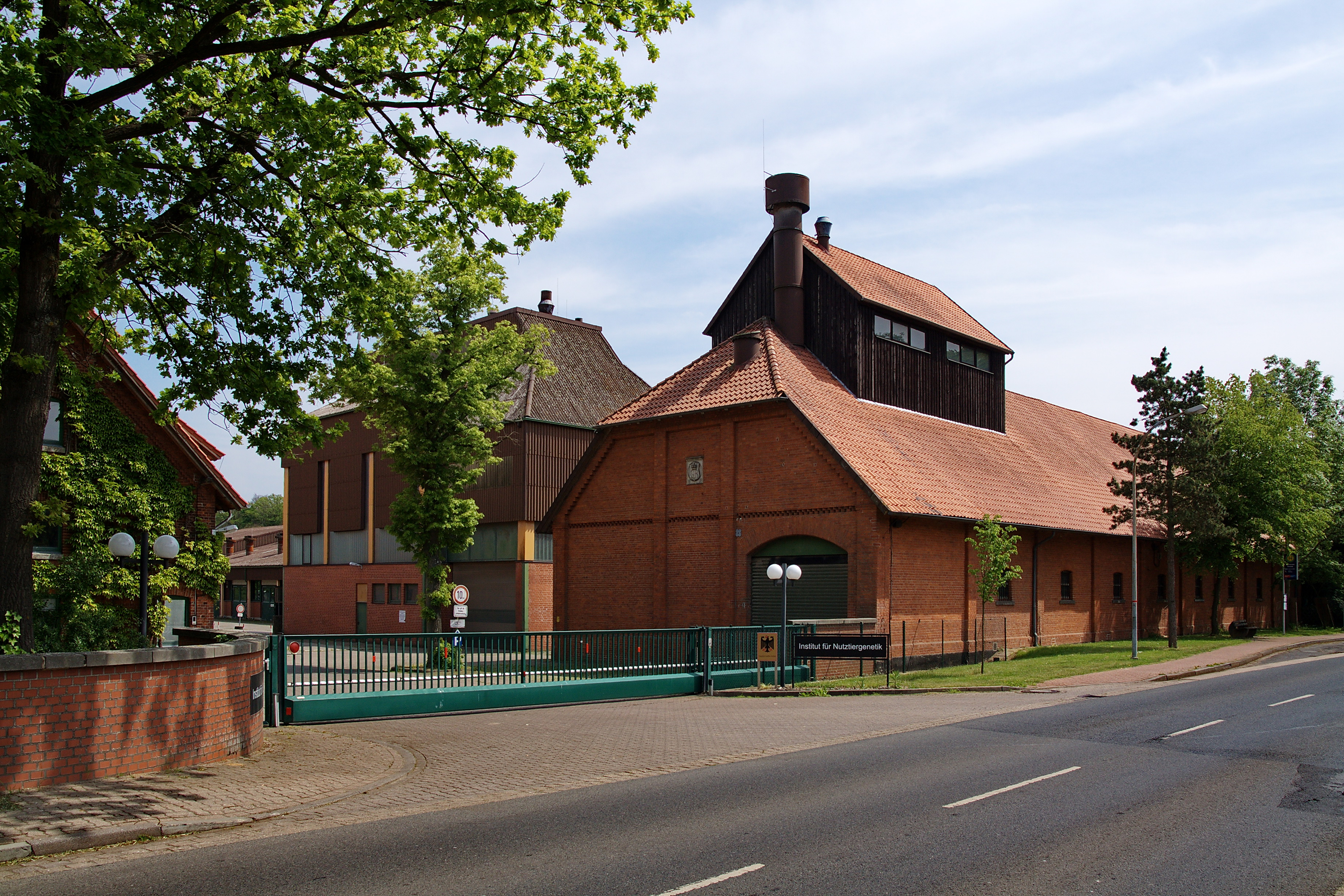
Institut für Nutztiergenetik in Mariensee

Im Jahr 1947 ging er zum Max-Planck-Institut für Tierzucht und Tierernährung (heute Institut für Nutztiergenetik (Bild) des Friedrich-Loeffler-Instituts) in Mariensee. Im darauffolgenden Jahrzehnt schrieb er mindestens zehn Veröffentlichungen, zumeist zusammen mit seinem Doktorvater, die letztbekannte im Jahr 1959. An der 1962 erscheinenden Festschrift aus Anlass des 65. Geburtstags von Lauprecht hat er sich nicht beteiligt, so dass man annehmen kann, dass er etwa zu dieser Zeit verstorben ist.

## Schriften (Auswahl)
- Über die Fehler, die bei Milchleistungsprüfungen auftreten. onlinelibrary.wiley.com, 1950.